# Al Bano & Romina Power

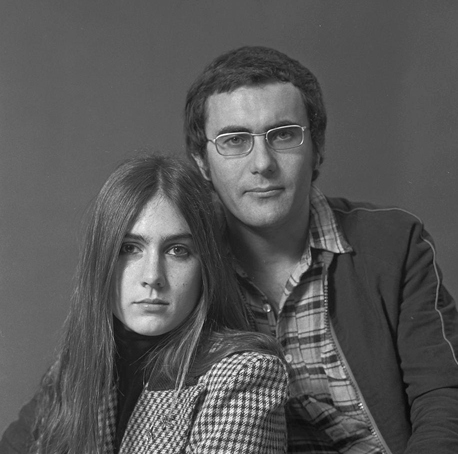
Al Bano & Romina Power, 1976.

Al Bano & Romina Power var en amerikansk och italiensk musikduo bestående av det gifta paret Albano Carrisi (född 20 maj 1943 i Cellino San Marco i Apulien) och Romina Power (född 2 oktober 1951 i Los Angeles, USA). Duon skapades formellt 1975 och hade sin mest framgångsrika period under 1980-talet med sånger som "Felicità", "Sharazan" och "Ci sarà". De kom tvåa i San Remo-festivalen 1982 och 1984 vann de festivalen med "Ci sarà". De deltog i Eurovision Song Contest 1976 med låten "We'll Live It All Again". De deltog igen 1985 med låten "Magic oh Magic", och kom båda gångerna på sjunde plats. 
Al Bano och Romina Power gifte sig 1970 och samma år kom deras debutsingel. År 1975 följde det första gemensamma albumet. De medverkade även i flera filmer tillsammans. År 1981 gav man ut låten "Sharazan" som blev en internationell framgång. De gjorde även spanskspråkiga versioner av sina hits. År 1999 skildes paret och det musikaliska samarbetet upphörde. År 2013 återförenades de vid en konsert i Moskva samt följde upp med gemensamma konserter 2014 och 2015.
Parets dotter, Ylenia Carrisi (född 1970), försvann under oklara omständigheter i New Orleans i Louisiana 1994, något som blev mycket uppmärksammat i media i Europa. Det är fortfarande inte känt vad som hände henne och hon dödförklarades år 2014. Paret slutade 1995 turnera för att ägna sig åt att söka efter Ylenia. Parets skilsmässa år 1999 ägde enligt Al Bano delvis rum på grund av dotterns försvinnande.

## Diskografi (i urval)

### Album
| År   | Titel                        |
| ---- | ---------------------------- |
| 1975 | Atto I                       |
| 1977 | 1978                         |
| 1979 | Aria pura                    |
| 1982 | Felicità                     |
| 1982 | Che angelo sei               |
| 1984 | Effetto amore                |
| 1986 | Sempre sempre                |
| 1987 | Libertà!                     |
| 1988 | Fragile                      |
| 1990 | Fotografia di un momento     |
| 1990 | Weihnachten bei uns zu Hause |
| 1993 | Notte e giorno               |
| 1995 | Emozionale                   |

### Singlar
| År   | Titel                                       |
| ---- | ------------------------------------------- |
| 1970 | "Storia di due innamorati"                  |
| 1975 | "Dialogo"                                   |
| 1976 | "We'll Live It All Again (Lo riviveri)"     |
| 1976 | "Des nuits entières"                        |
| 1977 | "Prima notte d'amore"                       |
| 1979 | "Et je suis à toi"                          |
| 1979 | "Aria pura"                                 |
| 1981 | "Sharazan"                                  |
| 1982 | "Felicità"                                  |
| 1982 | "Tu, soltanto tu (Mi hai fatto innamorare)" |
| 1982 | "Che angelo sei (Amore mio)"                |
| 1984 | "Ci sarà"                                   |
| 1984 | "Canzone blu"                               |
| 1984 | "Al ritmo de beguine (Ti amo)"              |
| 1985 | "Magic Oh Magic"                            |
| 1986 | "Sempre sempre"                             |
| 1987 | "Nostalgia canaglia"                        |
| 1987 | "Libertà!"                                  |
| 1988 | "Makassar"                                  |
| 1988 | "Fragile"                                   |
| 1989 | "Cara terra mia"                            |
| 1989 | "Donna"                                     |
| 1990 | "Donna per amore"                           |
| 1990 | "Bussa ancora"                              |
| 1990 | "Fotografia"                                |
| 1990 | "Un altro Natale"                           |
| 1991 | "Oggi sposi"                                |
| 1991 | "Vincerai"                                  |
| 1993 | "Domani, domani"                            |
| 1993 | "(Torneremo a) Venezia"                     |
| 1993 | "Sha-E-O"                                   |
| 1995 | "Na na na"                                  |
| 1995 | "Impossibile"                               |
| 1996 | "Anno 2000"                                 |
| 1997 | "Ma il cuore"                               |